# Tatort: Alles umsonst
Alles umsonst ist die 97. Folge der ARD-Krimireihe Tatort. Die vom Norddeutschen Rundfunk (NDR) produzierte Episode wurde erstmals am 11. März 1979 in der ARD ausgestrahlt. Es ist die einzige Folge mit Diether Krebs als Kommissar Nagel.

## Handlung
Erich Schmidt betreibt mit seiner Frau eine gutgehende Bäckerei im Vorort einer norddeutschen Großstadt. Er hat in die Bäckerei eingeheiratet, so dass er finanziell von seiner Frau abhängig ist. Mit diesem Umstand hat er sich abgefunden, auch damit, dass seine Frau ihn ständig bevormundet und kontrolliert.
Eines Tages verliebt sich Schmidt in die junge Aushilfskraft Anni Klein. Der eifersüchtigen Frau Schmidt bleibt das nicht verborgen, so dass sie Anni Klein entlässt. Herr Schmidt fängt kurz darauf ein Verhältnis mit der alleinerziehenden Mutter an.
Da er seine Frau nicht verlassen kann, ohne selbst finanziell ruiniert zu sein, plant er schließlich, seine Frau umzubringen und will den perfekten Mord begehen. Dieser soll als Einbruch in die Bäckerei getarnt werden und an seinem Kegelabend stattfinden, damit er ein wasserdichtes Alibi hat. Auf die Idee hatte ihn  seine Frau gebracht, als sie ihm beim Abendessen von einem neuerlichen Einbruch in der Nähe erzählt.
Er erwürgt schließlich seine Frau, schlägt anschließend die Scheibe zum Hinterhof ein und plündert die Kasse, um den Einbruch vorzutäuschen. Anschließend geht er zum Kegeln und lässt sich dort von seiner Geliebten Anni Klein anrufen, die sich als seine Frau ausgibt und ihn wegen eines Einbrechers zu Hilfe ruft. Ein Kegelbruder fährt ihn dann nach Hause und soll so als Zeuge herangezogen werden können.
Kommissar Nagel ist von Anfang an misstrauisch, da sich Schmidt in Widersprüche verwickelt. Zudem wurde bei den vorherigen Einbrüchen nie Gewalt gegen Menschen verübt und die Täter flohen jedes Mal ohne Beute, wenn sie überrascht wurden. Noch verdächtiger wird Schmidt, weil die Hintertür nicht abgeschlossen war. Der Täter hätte demnach keinen Grund gehabt, das Fenster einzuschlagen, da die Tür ja ohne weiteres zu öffnen gewesen wäre. Weiterhin kommt Nagel hinter das Verhältnis Schmidts mit Anni Klein, wodurch ein Tatmotiv erkennbar wird. Zudem wurden die jungen Männer verhaftet, die die übrigen Einbrüche begangen haben. Sie haben auch ein Alibi für den Einbruch in der Bäckerei.
Durch einen anonymen Hinweis stößt die Polizei auf die Existenz eines heimlichen Liebhabers von Frau Schmidt. Dieser war kurz nach acht ins Haus gekommen und hatte ohne Wissen Herrn Schmidts nach dessen Weggehen die Hintertür mit einem Schlüssel geöffnet, den ihm Frau Schmidt ausgehändigt hatte. Er fand Frau Schmidt bereits ermordet vor, woraufhin er die Flucht ergriff, um nicht für den Täter gehalten zu werden.
Durch diese Aussage wird klar, dass Frau Schmidt nicht die Anruferin in der Gaststätte gewesen sein kann, da sie um diese Uhrzeit schon tot war. Zudem hat der Geliebte ein Alibi für die Zeit des Anrufes, da er in einer Gaststätte saß und getrunken hat. Somit kann nur Erich Schmidt der Täter gewesen sein und wird verhaftet. Anni Klein beteuert, nichts von den Plänen ihres Geliebten gewusst zu haben, was Kommissar Nagel ihr nicht glaubt.